# Liste der Naturdenkmale in Hütterscheid
Die Liste der Naturdenkmale in Hütterscheid nennt die im Gemeindegebiet von Hütterscheid ausgewiesenen Naturdenkmale (Stand 4. April 2024).

## Naturdenkmale
| Nr.         | Bezeichnung             | Lage                                    | Beschreibung  | Bild                          |
| ----------- | ----------------------- | --------------------------------------- | ------------- | ----------------------------- |
| ND-7232-398 | Stieleiche im Geißbüsch | östlich des Ortes; Flur Geisebüsch Lage | Quercus robur | mehr Fotos \| Fotos hochladen |

## Ehemalige Naturdenkmale
| Nr.         | Bezeichnung                                     | Lage                                            | Beschreibung                                     | Bild                          |
| ----------- | ----------------------------------------------- | ----------------------------------------------- | ------------------------------------------------ | ----------------------------- |
| ND-7232-397 | Mehrstämmige Rotbuche an der Feilsdorfer Straße | nordöstlich des Ortes; Flur Auf der Gewann Lage | Fagus sylvatica, um 1800 gekeimt 2022 umgestürzt | mehr Fotos \| Fotos hochladen |